# Cedivkovití
Cedivkovití (Amaurobiidae) jsou celosvětově rozšířenou čeledí pavouků. Ve světě žije v 50 rodech celkem 288 druhů. V ČR žije 5 druhů ve dvou rodech.

## Popis
Poměrně velcí tmavě zbarvení pavouci, Hlavohruď je vpředu rozšířená se dvěma řadami očí, zadní řada prohnutá dozadu. Mohutné chelicery. Nohy jsou krátké a robustní, čtvrtý pár nohou je na metatarzu opatřen kalamistrem, k vyčesávání kribelového vlášení. Zadeček je hnědý nebo nenápadně šedý s kresbou. Před snovacími bradavkami je kribelum, snovací orgán, jakési sítko, kterým pavouk tvoří velmi jemné kribelové vlášení. Kribelum – tedy sítko dalo také cedivkovitým ( i cedivečkovitým) jejich český název.

## Biologie
Cedivkovití žijí v hnízdě, pavučinové rource, ve škvírách mezi kameny, v půdě, pod kůrou, ale i v domech a sklepích. Upřednostňují tmavá vlhká místa. Pavučinová rourka má podobu trychtýře, u vchodu je opatřena kribelovým vlášením a signálními vlákny vedoucími dovnitř. Kribelové vlášení je vysoce adhezivní typ pavučiny sloužící k polapení kořisti – drobný hmyz, či jiní bezobratlí se zachytí na kribelovém vlášení za chloupky, nebo drápky na svých nohou.
Ve hnízdě samice upřede bílý kokon, který tu hlídá a také tu pečuje o mláďata. Ta jsou poměrně velká a dlouho zůstávají v hnízdě. Matka je někdy krmí a někdy se také stává jejich první kořistí.

## Seznam rodů a druhů čeledi Cedivkovití (Amaurobiidae)
Kompletní seznam všech rodů a druhů čeledi Amaurobiidae uvádí World Spider Catalog.
V České republice žijí dva rody čeledi Cedivkovití (podle Kůrka a kol. a podle World Spider Catalog)

### Amaurobius – cedivka
Ve světě 67 druhů v ČR 4
Amaurobius erberi (Keyserling, 1863) – cedivka Erberova
8 – 11 mm, hlavohruď rezavohnědá, zadeček šedohnědý se žlutavou kresbou, nohy rezavohnědé. V ČR na lesostepích, jen místně.
Amaurobius fenestralis (Ström, 1769) – cedivka podkorní
7 – 10 mm, hlavohruď žlutá až hnědá, zadeček černý se žlutavými skvrnami, nohy žlutavé s tmavými prstenci. V ČR v lesích pod kůrou a v dutinách, hojná na celém území.
Amaurobius ferox (Walckenaer, 1830) – cedivka domovní
11 – 16 mm, hlavohruď a nohy tmavé červenohnědé, zadeček šedočerný se žlutou kresbou. V ČR na synantropních stanovištích hojná, v přírodě jen v teplejších oblastech.
Amaurobius jugorum (L. Koch, 1868) – cedivka hajní
13 – 15 mm, hlavohruď a nohy červenohnědé, zadeček hnědočerný se žlutavou kresbou. V ČR na teplých lesostepích a okrajích lesa, nepříliš hojný.

### Callobius – cedivka
Ve světě 34 druhů v ČR 1
Callobius claustrarius (Hahn, 1833) – cedivka lesní
9 – 12 mm, hlavohruď a nohy červenohnědé, zadeček šedivý se žlutavými skvrnami. Ve vlhkých stinných lesích. V ČR hojný v horách, v nížinách chybí.
Pro úplnost jsou zde uvedeny dva rody (tři druhy), které byly z této čeledi vyřazeny, ale ve starší literatuře je můžete najít mezi cedivkovitými. Důvodem je i to, že se jedná o hojné a dobře známé druhy.
Buchar a kol. uvádí v roce 1998, že rody Punčoškář byly přeřazeny z čeledě Pokoutníkovitých do čeledě Cedivkovitých a jejich  česká rodová jména Pokoutník byla změněna na Punčoškář. Následně Kůrka a kol. v roce 2015 už uvádí tyto rody v čeledi Pokoutníkovitých, obojí s odkazem na aktuální stav výzkumu. Tito pavouci nemají kribelum.
Dnes ( 2023) tyto rody patří do čeledě Pokoutníkovitých – Agelenidae. Podle Kůrka a kol.

### Coelotes – punčoškář
Ve světě 167 u nás 2 druhy
Coelotes atropos (Walckenaer, 1830) – punčoškář horský
10 – 12 mm, hlavohruď a nohy tmavé červenohnědé, zadeček šedohnědý s nevýraznou kresbou. Horský druh žije v lesích v pavučinové rource s nálevkovitým zakončením. V ČR vzácný.
Coelotes terrestris (Wider, 1834) – punčoškář zemní
11 – 14 mm, hlavohruď tmavě hnědá, zadeček tmavě šedý, nohy červenohnědé. Žije v lesích od nížin až po hory ( kromě lužních), spřádá pavučinovou rourku s nálevkovitým ústím o velikosti asi  5 cm v průměru, rourka je dlouhá asi 10 cm a má průměr asi 1 cm. V hnízdě samice pečuje o mláďata a krmí je natrávenou stravou. Pouze Evropský druh, v ČR velmi hojný.

### Inermocoelotes – punčoškář
Rod žije pouze v Evropě – 15 druhů u nás jeden
Inermocoelotes inermis (L. Koch, 1855) – punčoškář lesní
7 – 12 mm, hlavohruď hnědá, zadeček tmavošedý s nevýraznými skobovitými linkami, nohy červenohnědé. V opadance, pod kameny a v mechu ve všech typech lesů od nížin až po hory. V ČR velmi hojný.

## Galerie

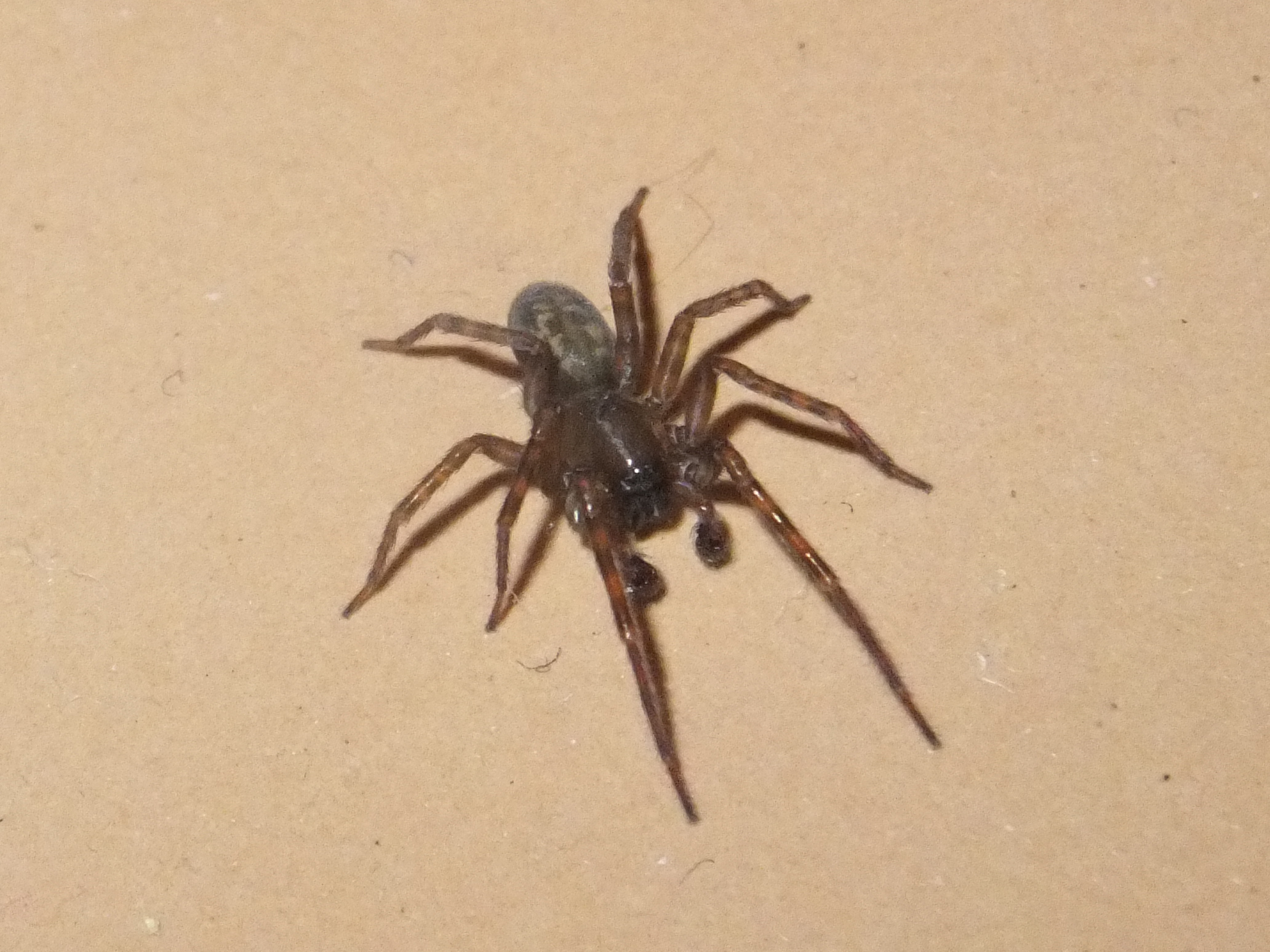
Cedivka Erberova
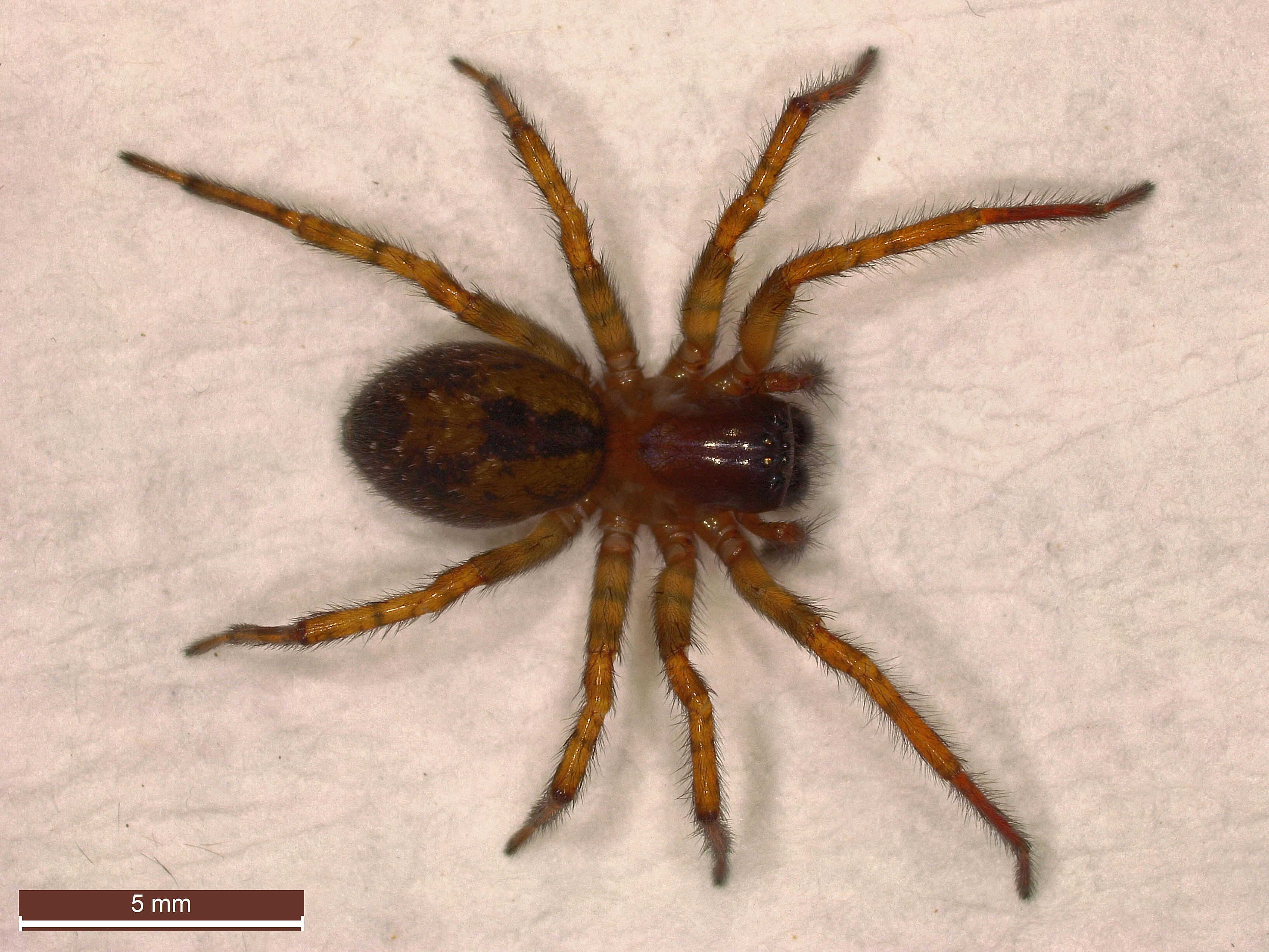
Cedivka podkorní
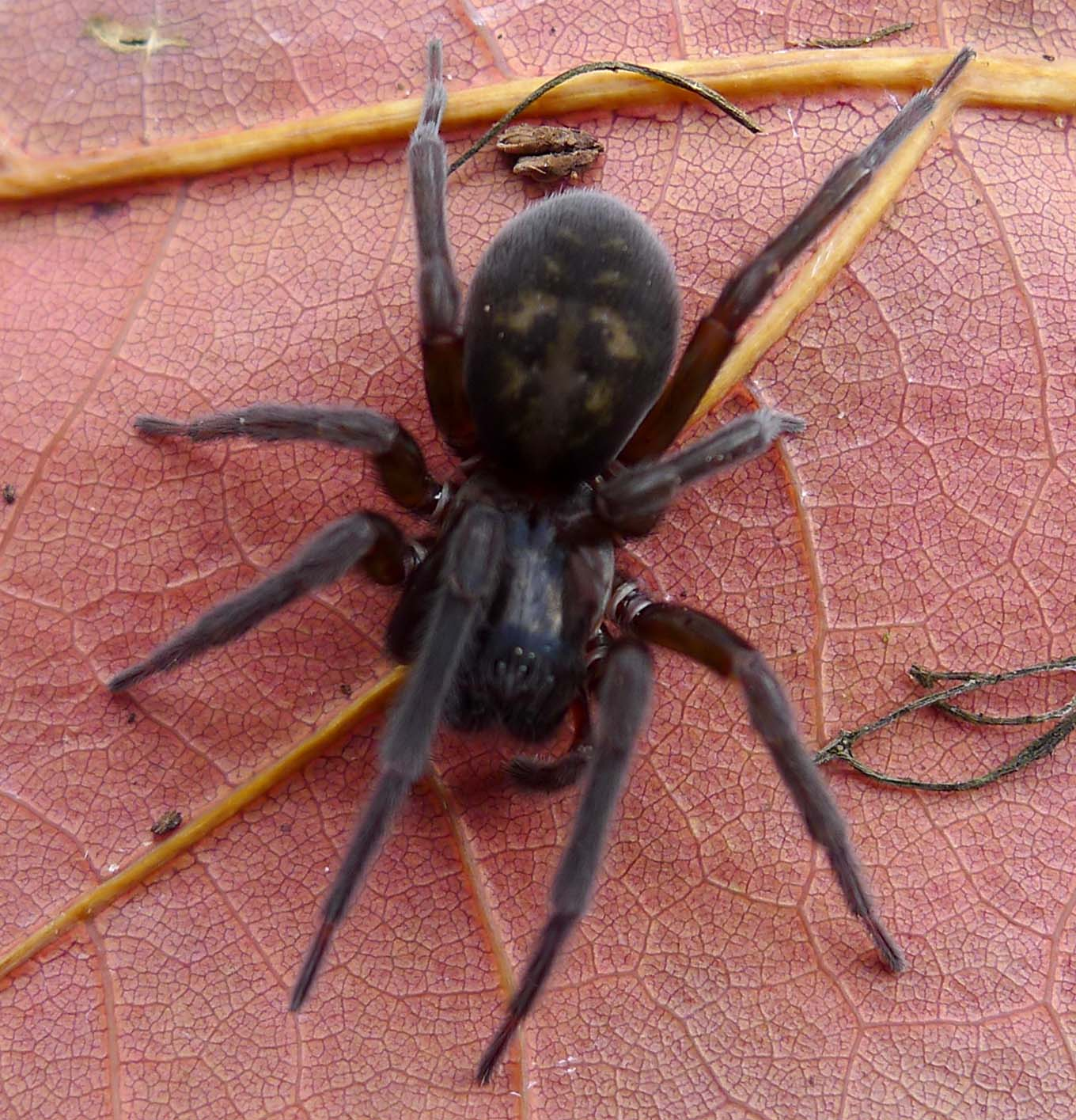
Cedivka domovní
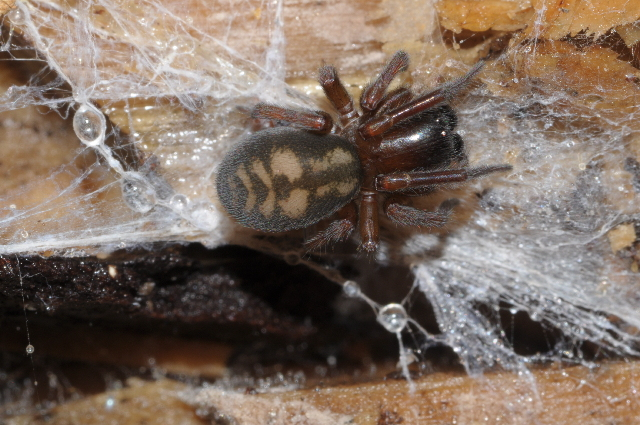
Cedivka lesní
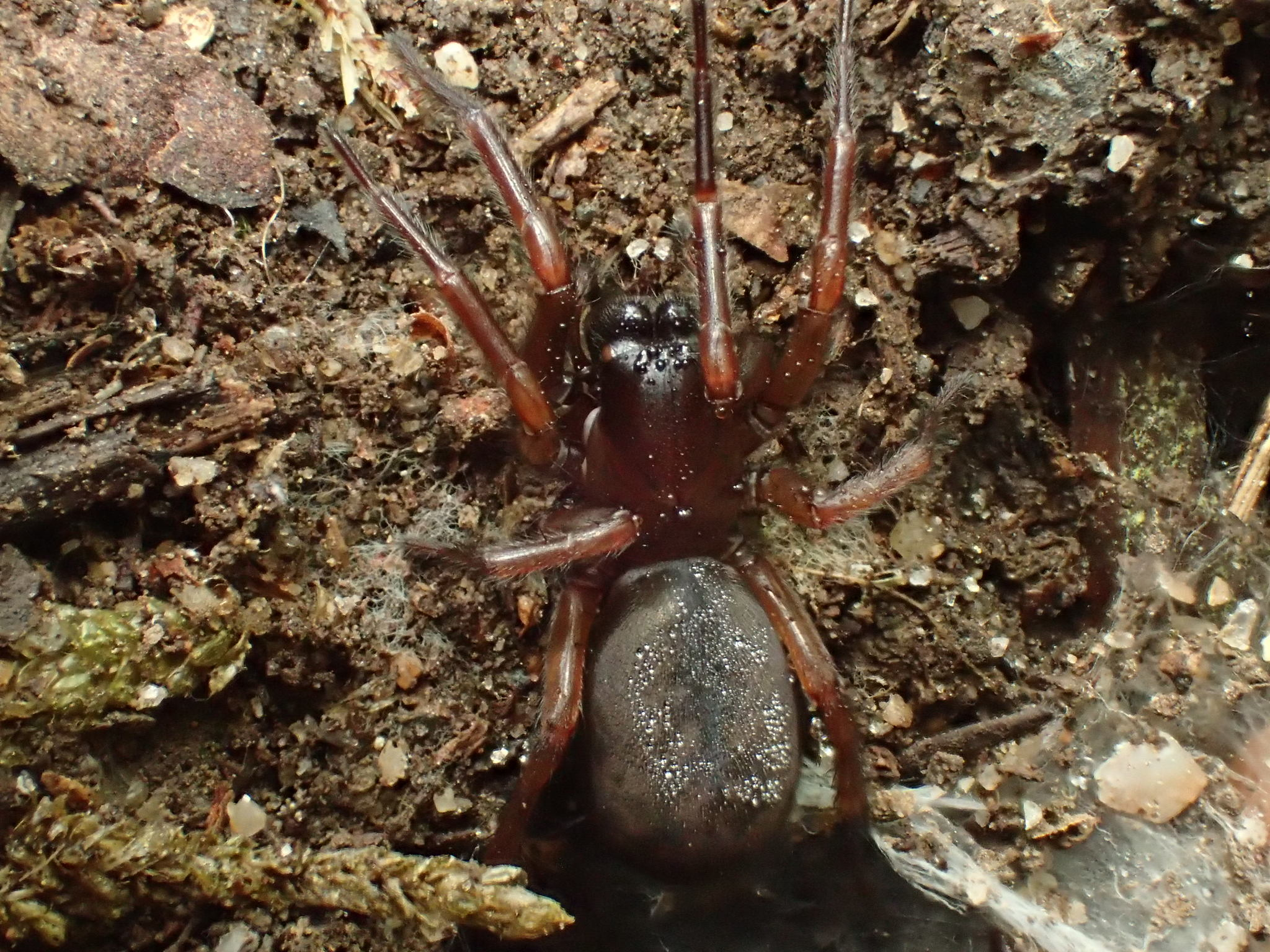
Punčoškář horský
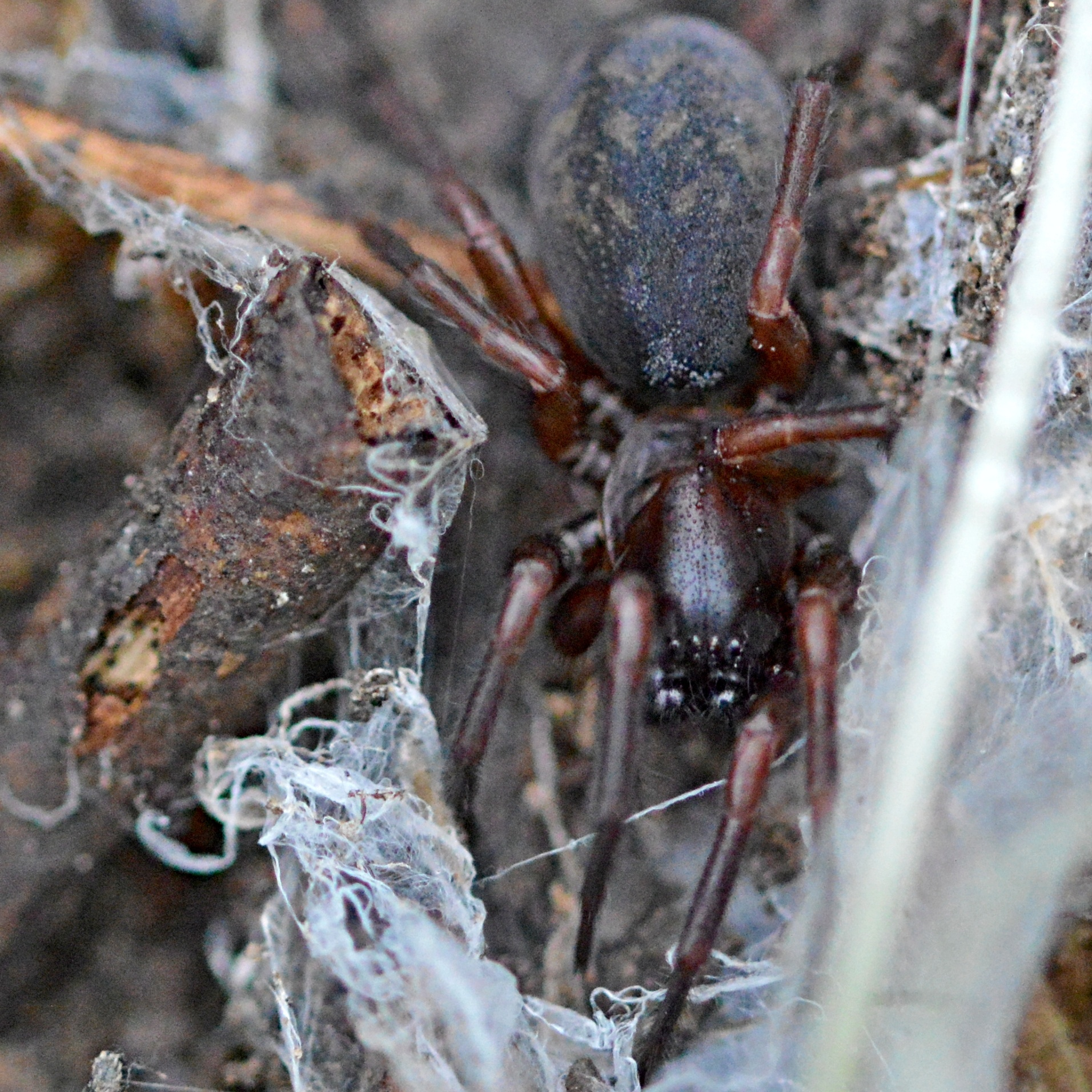
Punčoškář zemní
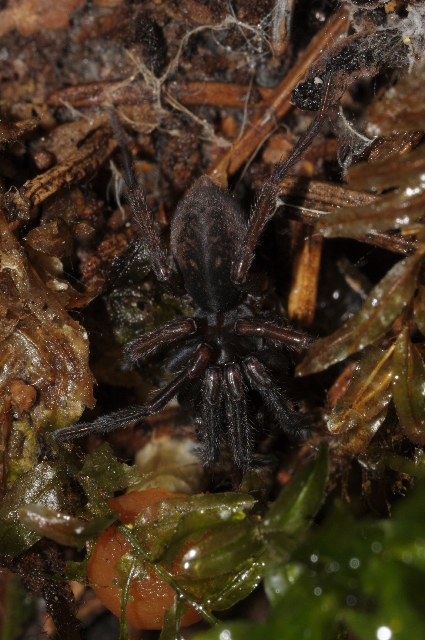
Punčoškář lesní
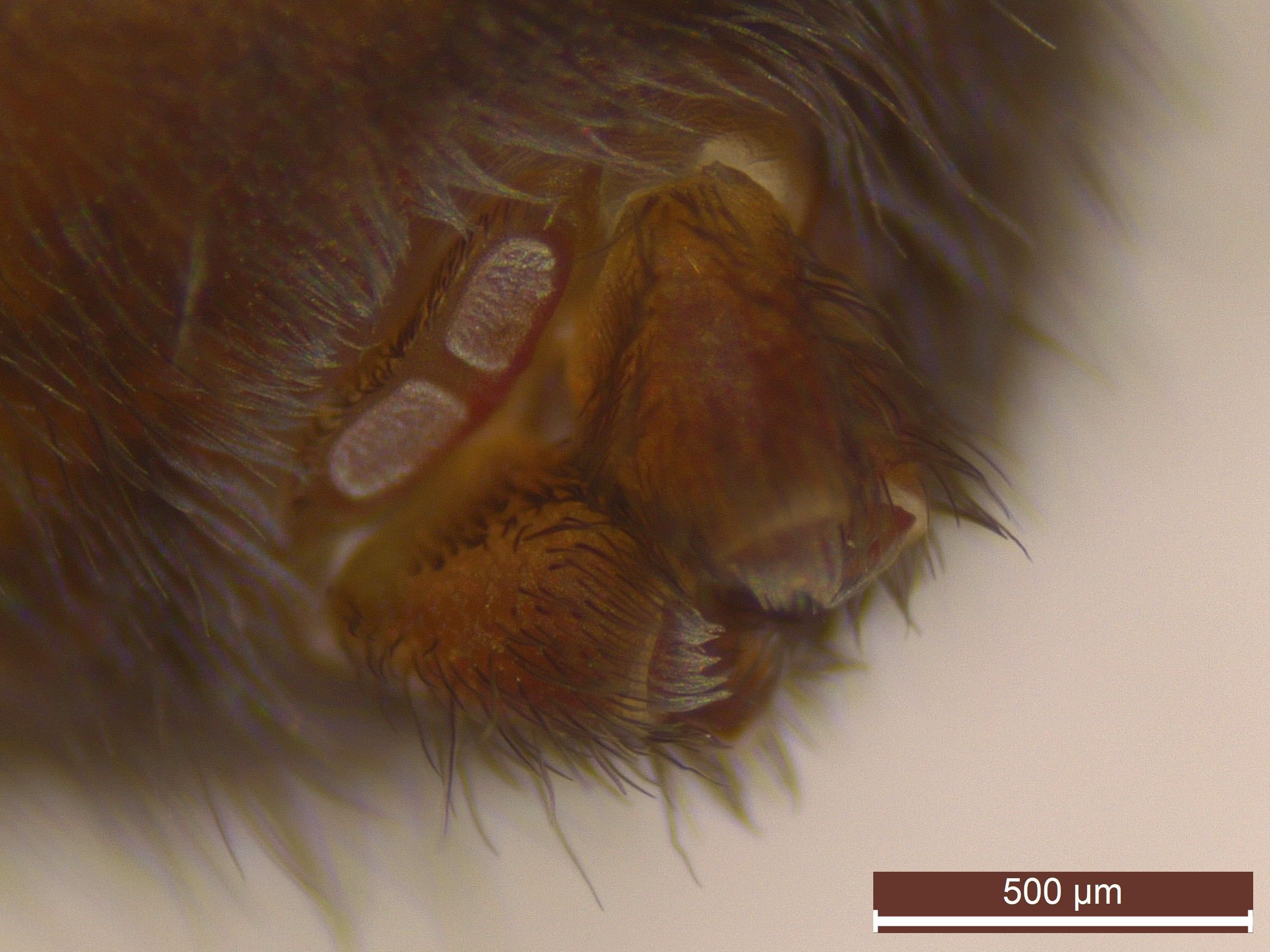
Kribelum Cedivka podkorní